# Maurya choui
Maurya choui är en insektsart som beskrevs av Yuan 1988. Maurya choui ingår i släktet Maurya och familjen hornstritar. Inga underarter finns listade i Catalogue of Life.